# Ordkløver
En ordkløver er en person, der anvender spidsfindig, hårtrukken argumentering, som drejer sig om den helt præcise betydning af det ord, der betegner diskussionens centrale emne. Ofte bruger man denne argumentationsmåde som et retorisk kneb, sådan at man undgår at diskutere emnets reelle indhold.
Det er dog væsentligt at bemærke, at ordet udelukkende bruges i nedsættende betydning. Der findes situationer, hvor alle parter godtager en afklarende diskussion, der har til formål at fastlægge en fælles sprogbrug om et emne. I det tilfælde vil man næppe kalde samtalepartnerne for ordkløvere, men snarere tale om en fælles, "definitorisk afklaring". 